# Trädskulptering

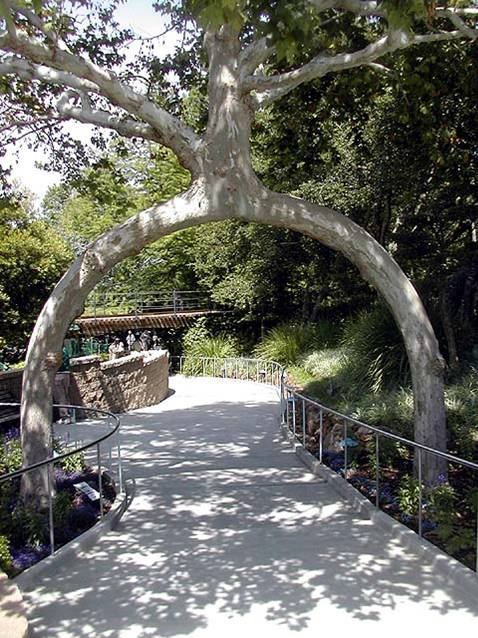
Trädskulptur, skapat av Axel Erlandson

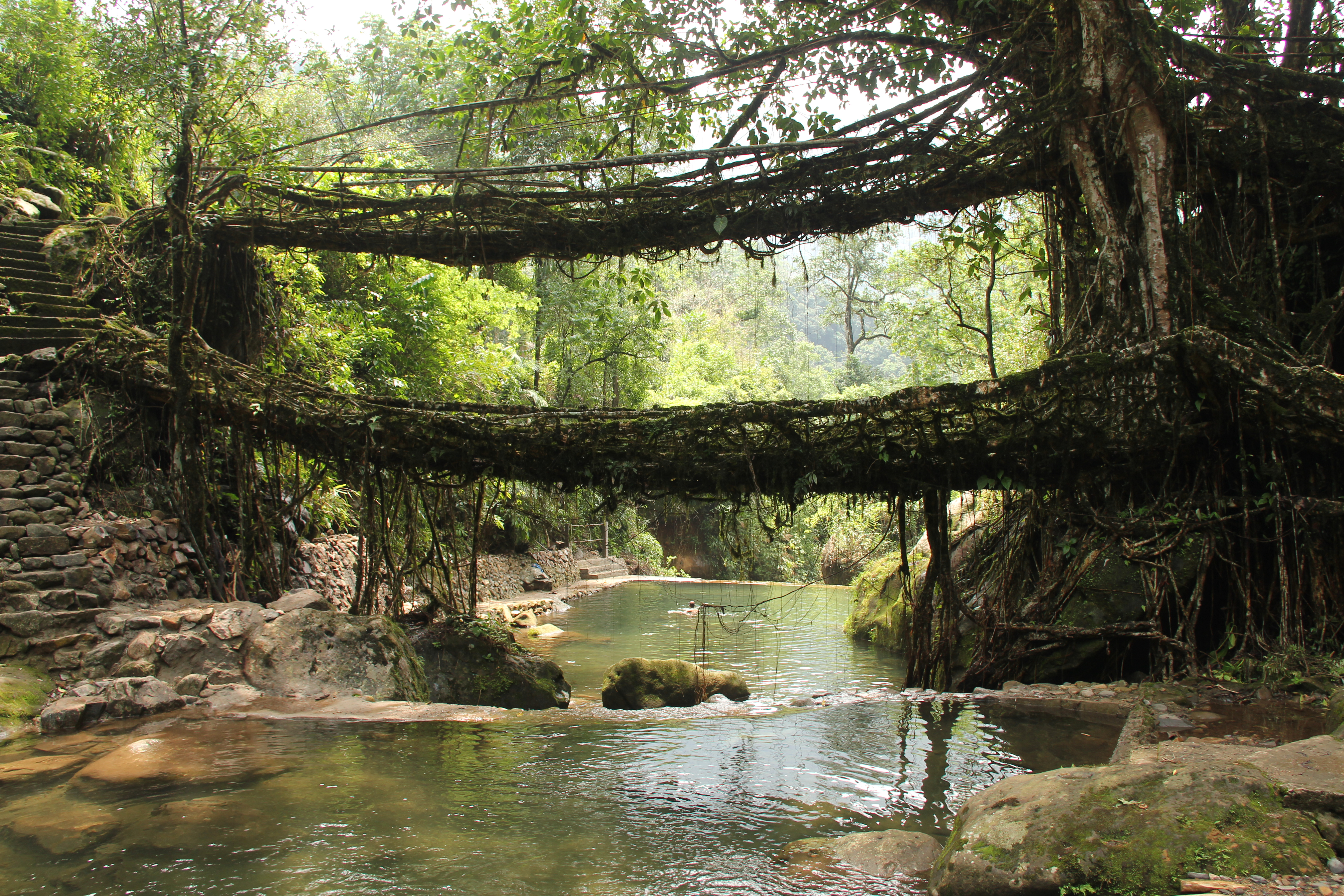
trädrotsbroar i byn Nongriat i Meghalaya i Indien

Trädskulptering (även arborskupltering) syftar på den typ av trädgårdskonst som inbegriper formning av träd och buskars grenverk för estetiska eller praktiska syften, inte att förväxla med Ars topiaria. 
Khasifolket och Jaintiafolket i Indien har byggt trädrotsbroar under hundratals år.